# Bromma stadsdelsområde
Bromma är ett stadsdelsområde i Västerort inom Stockholms kommun. 
Bromma stadsdelsområde har cirka 61 000 invånare i 23 700 lägenheter och 7 700 småhus och villor.
Bromma stadsdelsområde omfattar stadsdelarna:  Abrahamsberg, Alvik, Beckomberga, Blackeberg, Bromma Kyrka, Bällsta, Eneby, Höglandet, Mariehäll, Nockeby, Nockebyhov, Norra Ängby. Olovslund, Riksby, Smedslätten, Stora Mossen, Södra Ängby, Traneberg, Ulvsunda, Ulvsunda industriområde,  Åkeshov,  Åkeslund, Ålsten, Äppelviken.

## Historik
Den 1 januari 1916 inkorporerades Bromma landskommun i Stockholms stad. 
Stadsdelsnämnden startade sin verksamhet den 1 januari 1997 som en av 24 stadsdelsområden.
1 januari 1999 inkorporerades det då separata stadsdelsområdet Västerled i Bromma stadsdelsområde.